# Campephaga petiti
Campephaga petiti е вид птица от семейство Campephagidae.

## Разпространение
Видът е разпространен в Ангола, Камерун, Демократична република Конго, Република Конго, Габон, Кения, Нигерия и Уганда.